# Grand Théâtre de Pyongyang
Le Grand Théâtre de Pyongyang (Chosŏn’gŭl : 평양대극장 ; RR : Phyŏngyang Daegeukjang) est un théâtre de style Joseon situé à l'extrémité sud de la rue Sungri à Pyongyang, la capitale nord-coréenne.

## Histoire
Les travaux de construction, orchestrés par le régime nord-coréen, débutent en février 1959 et le théâtre est inauguré le 13 août 1960. Il est la première tentative de construction de bâtiments dans le style traditionnel coréen par le régime communiste, le dernier étant le Palais populaire de la Culture, achevé en 1974. Après lui, la construction de théâtres se multiplie dans Pyongyang, notamment dans les années 1970 et 1980, et l'état du bâtiment se dégrade.
En juin 2008, des travaux de rénovation sont entrepris. Les médias coréens précisent qu'à l'issue des travaux, 1300 places assises seront ajoutés, que la scène et les vestiaires seront rénovés, et que de nouveaux équipements à la pointe de la technologie seront installés afin de favoriser la création artistique, la représentation et le confort des spectateurs. Toutes les tuiles du toit ont été remplacées et les murs ont été redécorés avec des bas-reliefs. Le théâtre rouvre le 3 avril 2009 et, le 15 avril, la 26e édition du April Spring Friendship Art Festival commémore la réouverture.

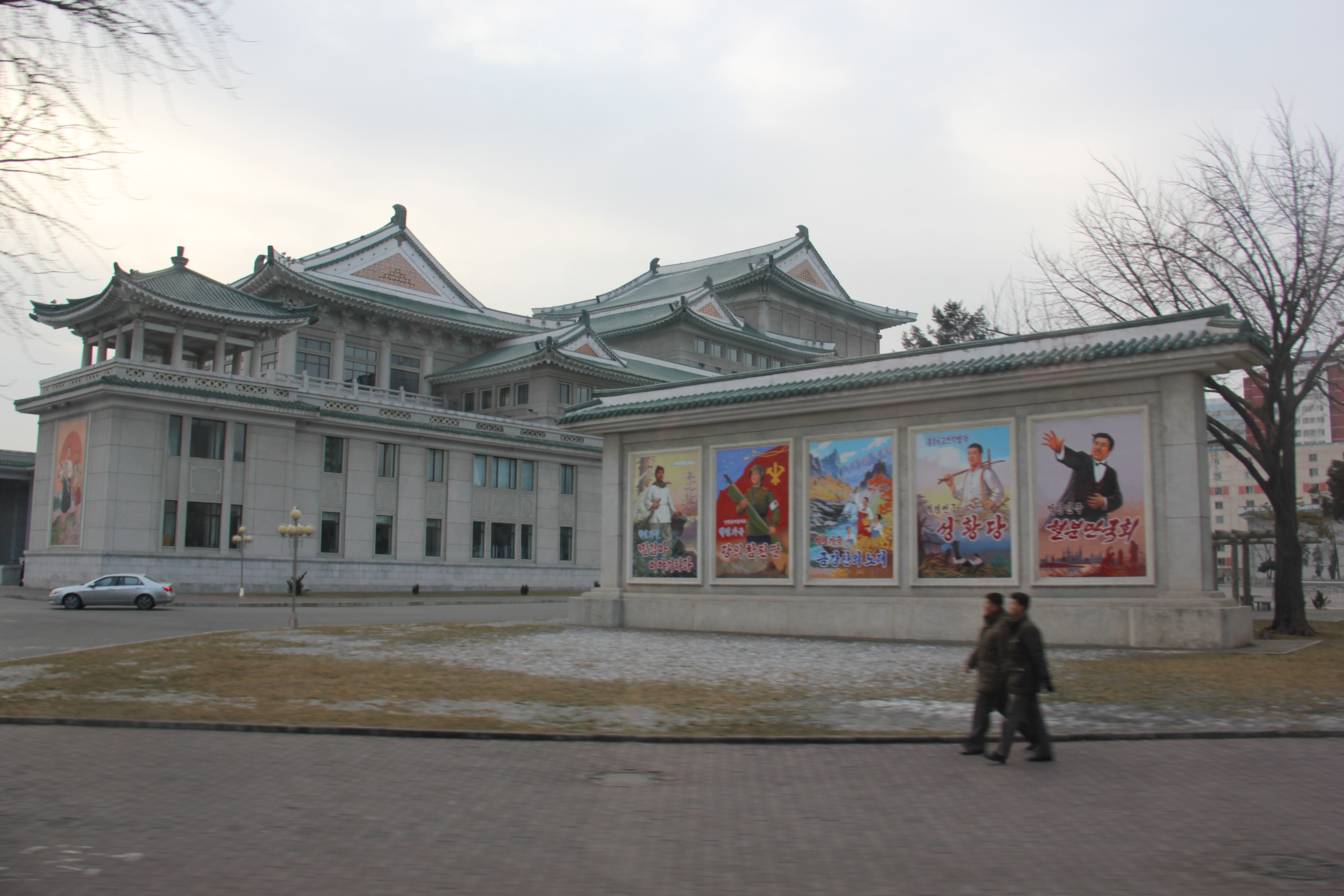
Le théâtre vu du nord-ouest avec les œuvres représentées

## Propriétés
Le bâtiment est disposé à la séparation de la rue Sungri, à son extrémité sud. Il est construit dans le style traditionnel coréen, contrairement à la grande majorité des bâtiments notables de Pyongyang souvent construit dans le style stalinien. Il possède deux peintures murales sur sa face nord, au niveau de l'entrée, ainsi que deux autres sur ses flancs ouest et est.

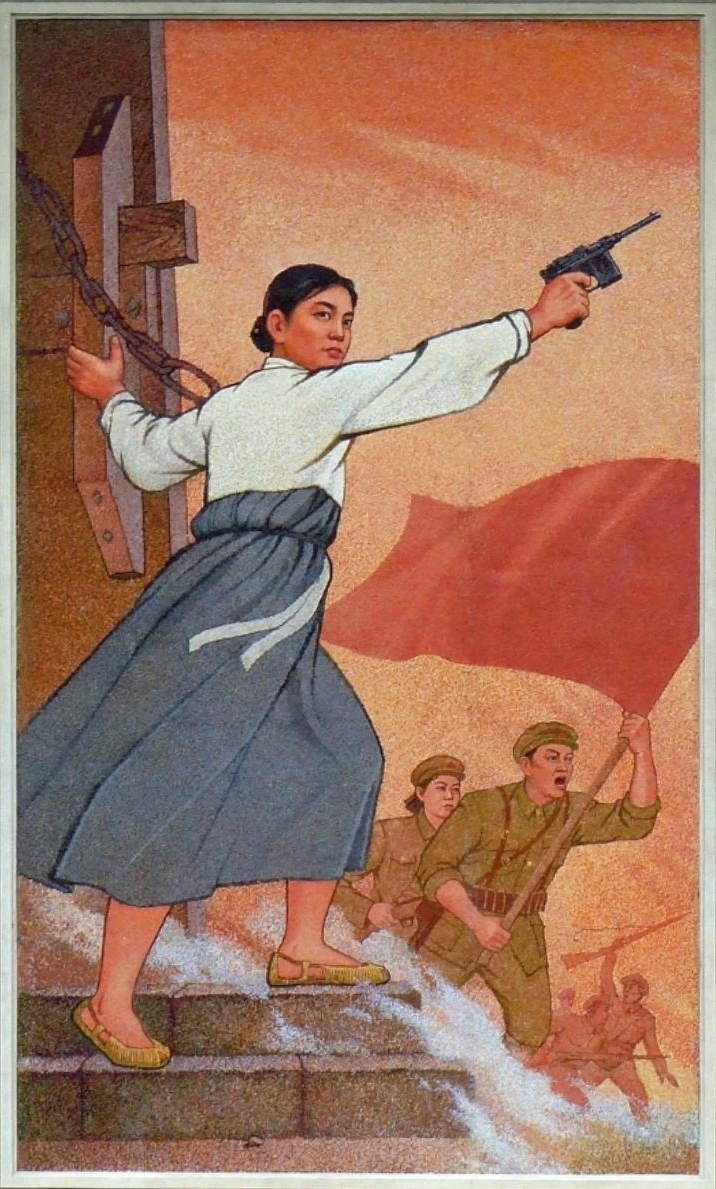
Peinture murale illustrant l'opéra "Mer de sang"

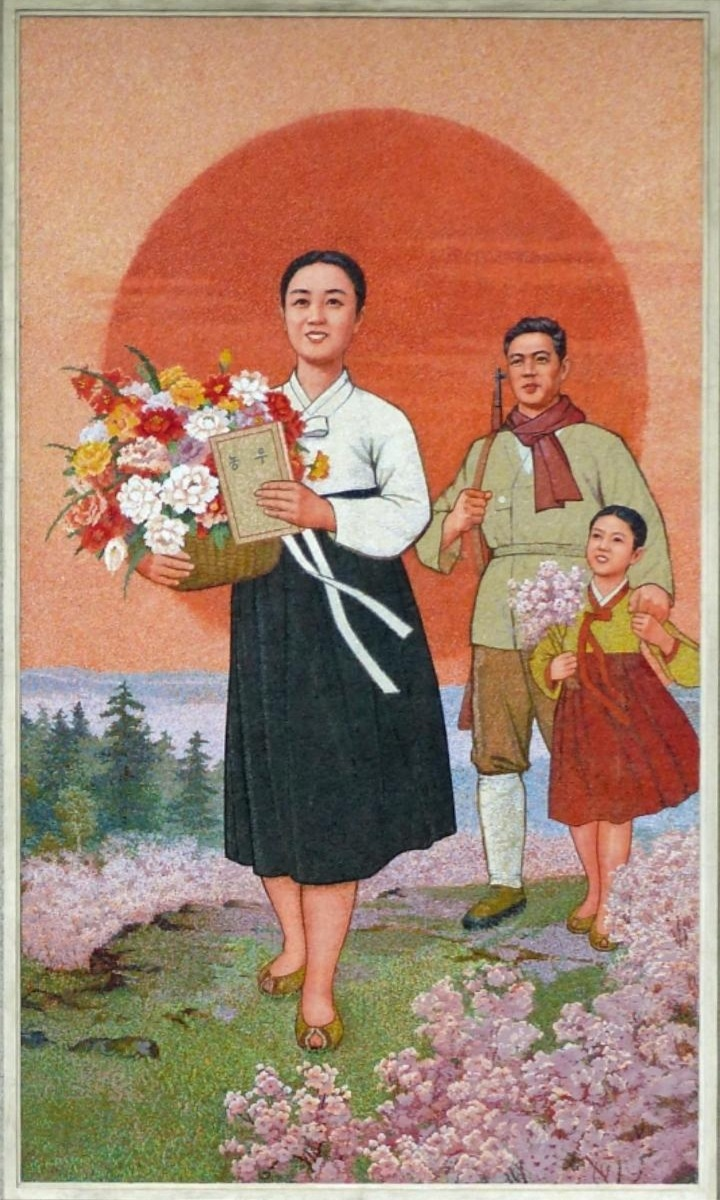
Peinture murale illustrant l'opéra "La fille aux fleurs"

L'édifice fait environ 75 000 m2, avec 29 000 m2 de surface au sol. Sa capacité est aujourd'hui de 2190 places assises.

## Œuvres principales
Le théâtre est utilisé comme scène principale pour la troupe d'opéra de la mer de sang, chargée de jouer les "cinq opéras révolutionnaires". Ainsi sont joués les opéras "Mer de sang" (피바다), "La fille aux fleurs" (꽃 파는 처녀), "Dis-le, toi, forêt !" (밀림아 이야기하라), "Une Véritable fille du Parti" (당의 참된 딸), et "Le Chant des monts Kumgang" (한 자위단원의 운명).